# Gueneria basiaria
Gueneria basiaria là một loài bướm đêm trong họ Geometridae.